# Février 1998

## Éphéméride

### 2 février
- France : annonce du démantèlement du surrégénérateur Superphénix.

### 3 février
- États-Unis : exécution dans une prison du Texas de Karla Faye Tucker, 38 ans, meurtrière repentie et born again, malgré une intense campagne médiatique internationale en sa faveur et l'intervention du Pape Jean-Paul II.

### 6 février
- République dominicaine : mort du chanteur autrichien Falco, à la suite d'un accident de voiture.
- France : assassinat du préfet de Corse, Claude Érignac.
- Allemagne : record de chômage en Allemagne : 4,8 millions.
- France : mort de Haroun Tazieff, géologue et volcanologue, à l'âge de 84 ans.
- États-Unis : mort de Carl Wilson, chanteur des Beach Boys, à la suite d'un cancer du poumon.

### 10 février
- France : adoption du projet de loi sur la semaine de travail de 35 heures.

### 19 février
- Décès de Mancur Olson

### 23 février
- Irak : Kofi Annan désamorce la crise entre l'Irak et les États-Unis.

### 28 février
- Kosovo : affrontement armés, 2 000 personnes tuées par la police et les milices serbes, 250 000 réfugiés en Albanie (février–mars 1998)

## Naissances
- 1er février : Kipyegon Bett, athlète kényan († 6 octobre 2024).
- 7 février : Sharlot, musicien, chanteur et auteur-compositeur russe.
- 9 février : Marina Kaye, auteur-compositrice-interprète française.